# Astra 1L
O Astra 1L é um satélite de comunicação geoestacionário europeu construído pela empresa Lockheed Martin ele está localizado na posição orbital de 19 graus de longitude leste e é operado pela SES Astra, divisão da SES. O satélite foi baseado na plataforma A2100AXS e sua vida útil estimada é de 15 anos.

## História
A SES Astra ordenou a construção do satélite Astra 1L em junho de 2003. O Astra 1L proporciona distribuição de serviços de transmissões diretos aos lares em toda a Europa.
O satélite de comunicações Astra 1L possui uma carga útil com 31 transponders ativos nas bandas Ku e Ka e está localizado a 19,2 graus de longitude leste.

## Lançamento
O satélite foi lançado com sucesso ao espaço no dia 5 de maio de 2007, às 22:29 UTC, por meio de um veiculo Ariane-5ECA, lançado a partir do Centro Espacial de Kourou na Guiana Francesa, juntamente com o satélite Galaxy 17. Ele tinha uma massa de lançamento de 4.497 kg.

## Capacidade e cobertura
O Astra 1L é equipado com 29 transponders em banda Ku e 2 em banda Ka, para prestar serviços cobrindo a Europa.